# 112e division d'infanterie (Allemagne)
Pour les articles homonymes, voir 112e division.
La 112e division d'infanterie (en allemand : 112. Infanterie-Division ou 112. ID) est une des divisions d'infanterie de la Wehrmacht durant la Seconde Guerre mondiale.

## Création
La 112. Infanterie-Division est formée le 10 décembre 1940 en tant qu'élément de la 12. Welle (12e vague de mobilisation).
Elle est dissoute le 2 novembre 1943 après avoir subi de lourdes pertes sur le front de l'Est. L'état-major de la division forme l'état-major du Korps-Abteilung B, qui comprend également le Divisions-Gruppe 112 formé à partir d'éléments survivants de la division.

## Organisation

Autre logo

### Commandants
| Date                                | Grade                  | Commandant      |
| ----------------------------------- | ---------------------- | --------------- |
| 10 décembre 1940 - 10 novembre 1942 | General der Infanterie | Friedrich Mieth |
| 10 novembre 1942 - 20 juin 1943     | Generalmajor           | Albert Newiger  |
| 20 juin 1943 - 3 septembre 1943     | General der Artillerie | Rolf Wuthmann   |
| 3 septembre 1943 - 2 novembre 1943  | Generalleutnant        | Theobald Lieb   |

### Officiers d'opérations (Generalstabsoffiziere (Ia))
| Date                                | Grade | Commandant        |
| ----------------------------------- | ----- | ----------------- |
| 10 décembre 1940 - 15 novembre 1942 | Major | Werner Bodenstein |

## Théâtres d'opérations
- Allemagne : décembre 1940 - Juin 1941
- Front de l'Est, secteur Centre : juin 1941 - Novembre 1943
  - 1941 - 1942 : opération Barbarossa
    - 22 octobre 1941 au 22 janvier 1942 : bataille de Moscou

## Ordres de bataille
- Infanterie-Regiment 110
- Infanterie-Regiment 256
- Infanterie-Regiment 258
- Artillerie-Regiment 86
- Pionier-Bataillon 112
- Aufklärungs-Abteilung 120
- Panzerjäger-Abteilung 112
- Divisions-Nachrichten-Abteilung 112
- Divisions-Nachschubführer 112